# 면구

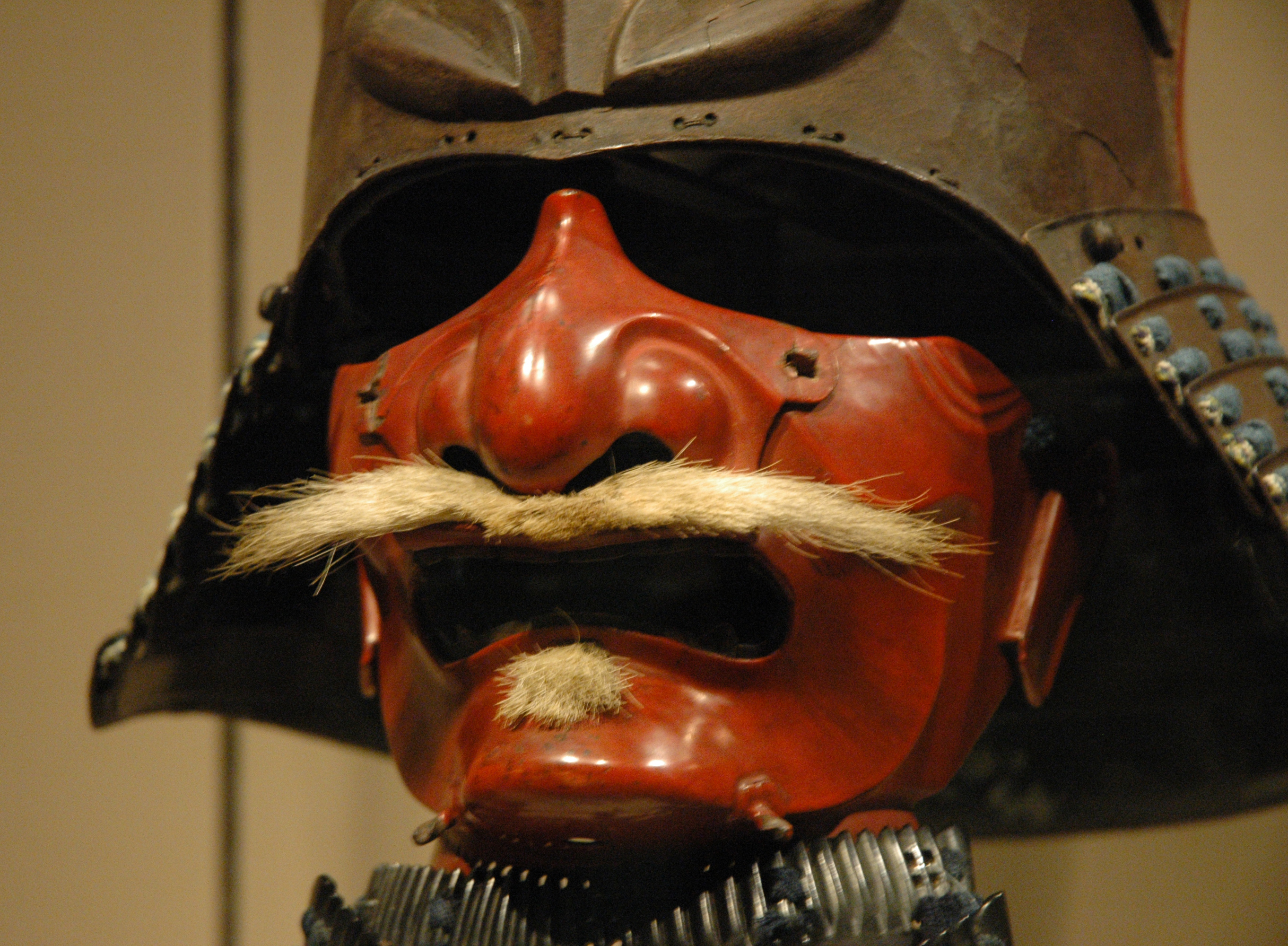
면협

면구(일본어: 面具 멘구[*])는 일본 갑옷 특유의 면갑이다.
얼굴 전체를 덮는 것을 소면, 코와 뺨 윗부분부터 그 아래를 덮는 것을 면협(일본어: 面頬 멘보우[*]), 코와 뺨 아랫부분부터 그 아래를 덮는 것을 반협(일본어: 半頬 한보우[*]), 이마와 뺨만 덮는 것을 반수(일본어: 半首 합부리[*])라 했다.

## 같이 보기
- 대개